# Sælvig (bebyggelse)
Sælvig er en meget lille havnebebyggelse på det vestlige Samsø, beliggende i Onsbjerg Sogn ca. 4 kilometer nordvest for Tranebjerg. Bebyggelsen ligger i Samsø Kommune der tilhører Region Midtjylland.
Fra Sælvig er der færgeforbindelse til Hov, beliggende i Østjylland.
55°51′44″N 10°33′10″Ø / 55.8622°N 10.5528°Ø